# Merionoeda jeanvoinei
Merionoeda jeanvoinei är en skalbaggsart som beskrevs av Maurice Pic 1933. Merionoeda jeanvoinei ingår i släktet Merionoeda och familjen långhorningar. Inga underarter finns listade i Catalogue of Life.